# Oravský Biely Potok
Oravský Biely Potok é um município da Eslováquia, situado no distrito de Tvrdošín, na região de Žilina. Tem 18,45 km² de área e sua população em 2018 foi estimada em 719 habitantes.

## Demografia
| Ano:        | 1994 | 2004   | 2014    | 2024   |
| ----------- | ---- | ------ | ------- | ------ |
| Broj ljudi: | 563  | 618    | 715     | 760    |
| Razlika:    |      | +9,76% | +15,69% | +6,29% |

| Ano:               | 2023 | 2024   |
| ------------------ | ---- | ------ |
| Número de pessoas: | 748  | 760    |
| Diferença:         |      | +1,60% |